# Archamia lineolata
Espèce
Archamia lineolata est une espèce de poissons présente uniquement en mer Rouge. Sa taille maximale connue est de 11 cm.

## Référence
- (en + fr) FishBase : espèce Archamia lineolata  (Cuvier, 1828)  (+ traduction) (+ noms vernaculaires 1 & 2)
- (fr + en) ITIS : Archamia lineolata  (Cuvier, 1828)
- (en) Catalogue of Life : Archamia lineolata (Cuvier, 1828)